# Ярмолюк Олександр Петрович
Олекса́ндр Петро́вич Ярмолю́к (3 липня 1982, м. Ковель, Волинська область, Українська РСР — 29 серпня 2014, с. Новокатеринівка, Старобешівський район, Донецька область, Україна) — сержант Збройних сил України, учасник російсько-української війни.

## Біографія
Народився 3 липня 1982 року в Ковелі на Волині. По закінченні 11 класів ковельської середньої школи № 10 здобув професію столяра в ПТУ № 5. Працював у туристичній фірмі водієм.
З початком російської збройної агресії був мобілізований до лав Збройних сил України, служив на посаді командира мінометного розрахунку 51-ї механізованої бригади, в/ч А2331, м. Володимир-Волинський. Разом із підрозділом брав участь у боях в районі Іловайська.
29 серпня 2014 року загинув під час обстрілу українських військовиків, що виходили з оточення так званим «зеленим коридором» біля села Новокатеринівка Старобешівського району. Спочатку тіло Олександра Ярмолюка разом із тілами ще 87 невпізнаних полеглих українських солдатів 2 вересня 2014 року було вивезене з-під Іловайська до Запоріжжя, і ковельчанин ще тиждень вважався зниклим безвісти. Пізніше був упізнаний родичами й бойовими побратимами, та перевезений на рідну Волинь.
Удома залишилися дружина Юлія та двоє синів.
Похований 7 вересня 2014 року на кладовищі міста Ковеля.

## Нагороди
4 червня 2015 року — за особисту мужність і високий професіоналізм, виявлені у захисті державного суверенітету та територіальної цілісності України, вірність військовій присязі, відзначений — нагороджений орденом «За мужність» III ступеня (посмертно).

## Вшанування пам'яті
- 22 травня 2015 року, в річницю бою під Волновахою, у Ковелі урочисто відкрито пам'ятну стелу на честь жителів міста й району, які загинули під час російсько-української війни — Олександра Артемука, Станіслава Максимчука, Павла Редьковича, Романа Данилевича, Андрія Мостики, Олексія Тарасюка, Андрія Омелянюка, Олександра Абрамчука, Анатолія Шиліка, Сергія Дем'яника, Андрія Задорожнього та Олександра Ярмолюка[8].
- У березні 2015 року на 68-й сесії Ковельської міської ради прийнято рішення про присвоєння імені Олександра Ярмолюка запроєктованій вулиці у кварталі індивідуальної житлової забудови в районі вулиці Зерова[9].
- Щорічно наприкінці лютого в ЗОШ I—III ступеня № 10 м. Ковеля проводиться турнір з волейболу «Пам'яті воїнів-героїв АТО Анатолія Шиліка та Олександра Ярмолюка» серед учнів 8—9 класів юнацьких команд міста[10].
- 12 квітня 2018 року на фасаді будівлі Ковельської ЗОШ № 10 відкрито меморіальну дошку на честь випускника школи Олександра Ярмолюка[11].
- Його портрет розміщений на меморіалі «Стіна пам'яті полеглих за Україну» у Києві: секція 3, ряд 4, місце 33
- Вшановується 29 серпня на щоденному ранковому церемоніалі вшанування українських захисників, які загинули цього дня у різні роки внаслідок російської збройної агресії[12]
- Почесний громадянин міста Ковеля (рішення Ковельської міської ради від 29.07.2021 № 10/14)[13]